# Hernán Panero
Hernán Panero (Córdoba, Argentina. 15 de octubre de 1975) es un futbolista argentino. Se desempeña como arquero y actualmente milita en el Chaco For Ever del Torneo Argentino A.

## Clubes
| Club                            | País      | Año         |
| ------------------------------- | --------- | ----------- |
| General Paz Juniors             | Argentina | 1995 - 1998 |
| Godoy Cruz                      | Argentina | 1998-1999   |
| Talleres (Córdoba)              | Argentina | 1999 - 2001 |
| Real Sociedad de Zacatecas      | México    | 2001 - 2002 |
| San José                        | Bolivia   | 2002        |
| Unión (Sunchales)               | Argentina | 2003        |
| Unión San Vicente               | Argentina | 2003        |
| Andino Sport Club               | Argentina | 2004        |
| Escuela Presidente Roca         | Argentina | 2005        |
| General Paz Juniors             | Argentina | 2005 - 2006 |
| Racing                          | Argentina | 2006        |
| Talleres (Perico)               | Argentina | 2007        |
| Guillermo Brown (Puerto Madryn) | Argentina | 2007        |
| Sportivo Patria                 | Argentina | 2008 - 2012 |
| Chaco For Ever                  | Argentina | 2013 - 2014 |